# 地縛霊
地縛霊（じばくれい）とは、自分が死んだことを受け入れられなかったり、自分が死んだことを理解できなかったりして、死亡した時にいた土地や建物などから離れずにいるとされる霊のこと。あるいは、その土地に特別な理由を有して宿っているとされる死霊。

## 概説
「地縛霊」という言葉は日本における心霊ブームの第一人者、中岡俊哉の造語である。近年では一部の日本の国語辞典にも掲載されている。
スピリチュアリズムでは次のように説明する。戦争･事故･災害などで突発的に死んだ人は、なかなか自分が死んだことを受け入れることができない。また恨みや憎しみの感情を持って死んだ者も、そうした悪感情が災いし、いつまでも自分の死を受け入れることができない。また、自殺者も、自分は死んだつもりでいたのに実際には死んでいないことに気付き何度も自殺をしようとする、という。こうした霊たちは「死の自覚」を持てるまで、何カ月、何年、何百年と時間を要し、それまでのあいだずっと地縛霊として地上近くにとどまることになる、という。
英語ではこうしたタイプの霊はen:residual hauntingと言う。欧米ではドイツ語系の表現を用いてrestligeistsなどとも呼んでいる。restlich はドイツ語で "場所・建物の" という意味、geistは霊や幽霊を指す。
1961年には、トーマス・チャールズ・レスブリッジ（en:Thomas Charles Lethbridge）が著書Ghost and Ghoulにおいて、こうした霊現象residual hauntingに言及した。特定の場所で、まるでビデオテープで再現したかのように、特定の人物にまつわる怪音や怪異な現象が繰り返し繰り返し起きる、とされる。